# Euroglyphus maynei
Espèce
Synonymes
- Mealia maynei Cooreman, 1950

Euroglyphus maynei est une espèce d'acariens domestiques de la famille des Pyroglyphidae.

## Systématique
L'espèce Euroglyphus maynei a été initialement décrite en 1950 par l'acarologue belge Jean Cooreman (d) (1911-1983) sous le protonyme de Mealia maynei.

## Publication originale
- Jean Cooreman, « Sur un acarien nouveau, préjudiciable aux matières alimentaires entreposées : Mealia maynéi n. sp. », Bulletin & annales de la Société entomologique de Belgique, vol. 86,‎ 1950, p. 164-168 (ISSN 0774-5923).